# 増田五郎右衛門
増田 五郎右衛門（ますだ ごろうえもん、安永6年（1777年） - 文政元年6月28日（1818年7月30日））は、江戸時代後期の農民、義民。

## 経歴・人物
駿河田中藩領志太郡細島村の名主。文化13年（1816年）の秋、台風被害救済をもとめて一揆を起こす。その後首謀者として自首、処刑された。